# Kalmberg
Il Kalmberg (ufficialmente, in tedesco: Kalmberg-Schanzen, "trampolini Kalmberg") era un trampolino situato a Bad Goisern, in Austria, ora smantellato.

## Storia
Aperto nel 1953, l'impianto ha ospitato alcune tappe della Coppa del Mondo di combinata nordica.

## Caratteristiche
Il trampolino normale aveva il punto K a 90 m. Il complesso è attrezzato anche con salti minori K70 (anch'esso in disuso), K30 e K20.